# 公学校
公学校（こうがっこう、台湾語：Kong-ha̍k-hāu）は、日本統治時代の台湾における台湾人の子弟への第一段階の教育機関である。
南洋庁における島民の児童向け教育機関については南洋庁#公学校および南洋諸島#教育を参照。

## 年表

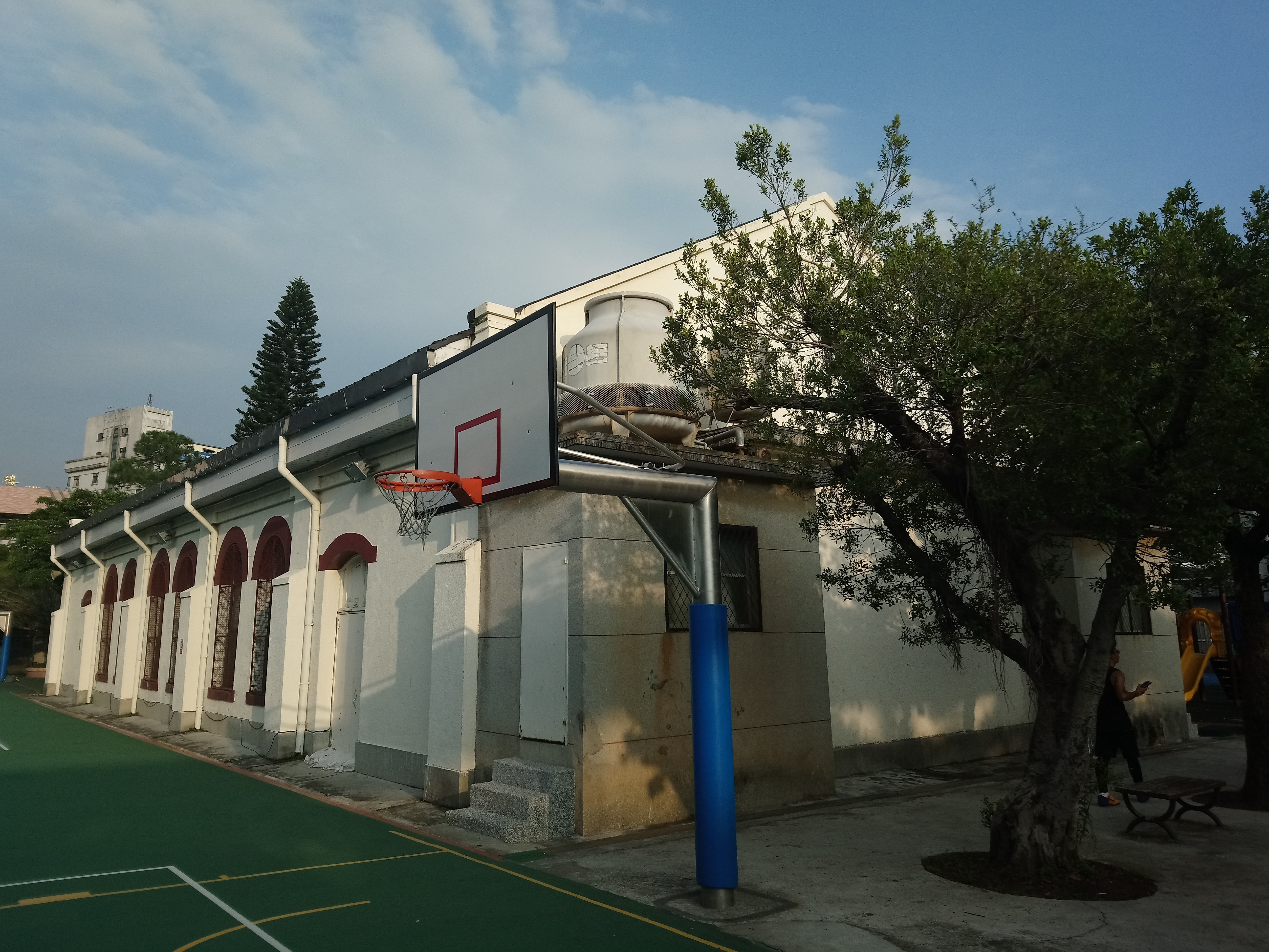
旧八芝蘭公学校講堂

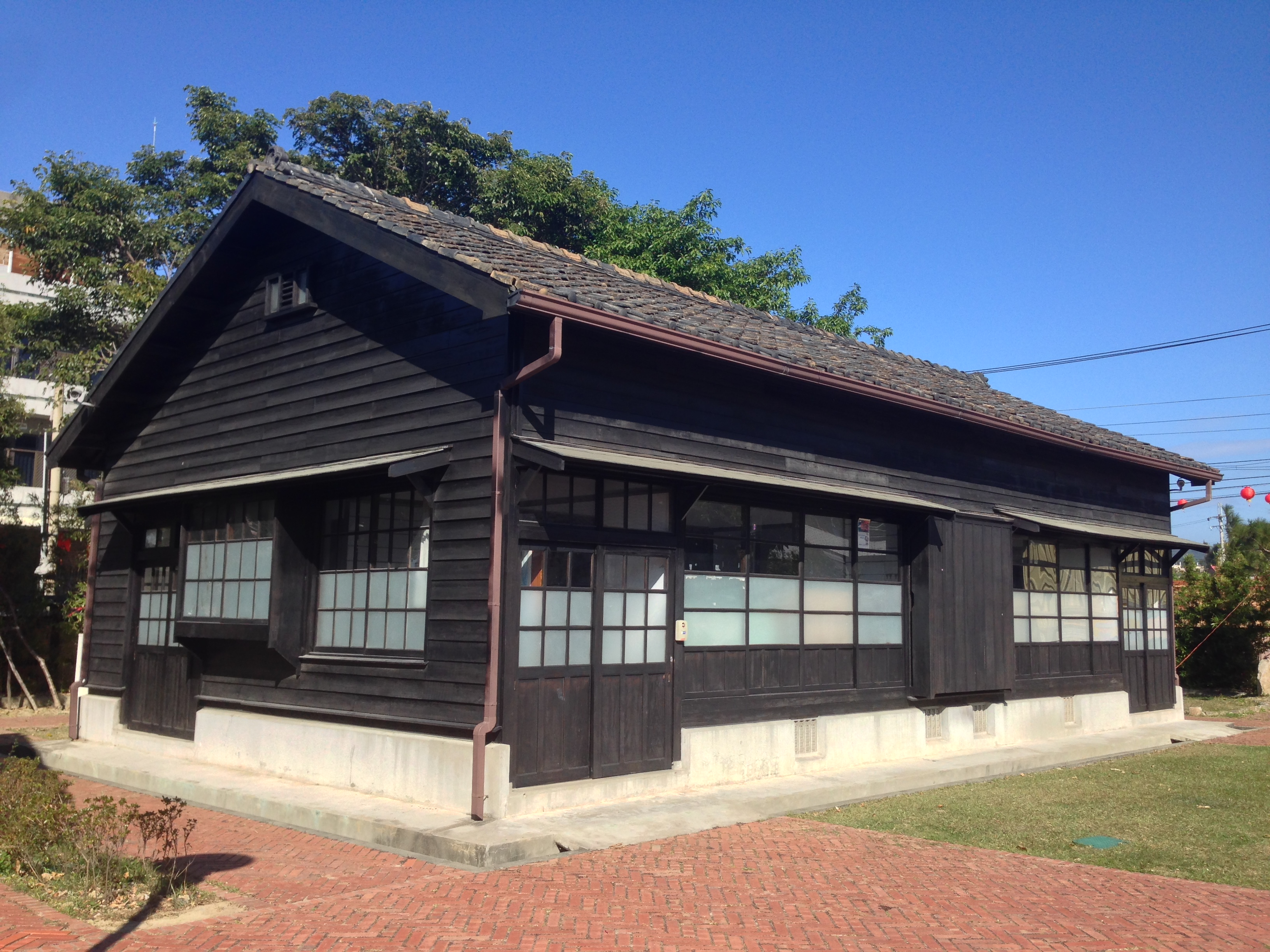
新竹州山腳公学校宿舎

- 1898年（明治31年）8月16日 「台湾公立公学校規則」、「台灣公立公学校官制」、「公学校令」を施行。
- 1919年（明治32年）及び1923年（大正12年） 公学校規則を修正し、日本内地と同様の教育課程が採用される。
- 1941年（昭和16年）3月 台湾教育令を修正し、全島の820の公学校と150の小学校、さらに蕃人公学校を統一して国民学校に改編。
- 1943年（昭和18年）から義務教育が開始された。

## 概説
台湾総督府は1895年（明治28年）に、台北士林の芝山岩に学校（学堂）を建て、日本語を教えた。翌1896年（明治29年）6月には、日本語の普及を目的に「国語伝習所規則」を、同年9月には「国語学校規則」を発布し、台湾全土の主要都市14ヶ所に国語伝習所を設置した。総督府は国語伝習所が成功したことを確認すると、1898年（明治31年）8月16日、「台湾公立公学校規則」、「台湾公立公学校官制」及び「公学校令」を発布した。これらの法令は中央または地方が経費を負担して公学校を設置し、8歳以上14歳未満の台湾籍学童に対して6年間の第一段階の教育を実施するとの内容であった。また同時に、科目（修身、作文、読書、習字、算術、唱歌、体操）、教師資格、休日等の実務規則も明文化されている。「公学校令」第1条によると、公学校設立の目的は以下のものであった。公学校は本島人の子弟に道徳教育を施し、それによって実学を授け国民の性格を養成し、同時に国語（日本語）に精通させるものとされた。公学校の科目は日本人の子弟が通う小学校と似ていた。しかし、公学校で使う教科書は台湾総督府が独自に編纂していた。

## 公学校の教育の成果
公学校の義務教育を実施してから1944年（昭和19年）までの間に、台湾籍児童数は876,000人に達し、就学率は71.17％と、当時の先進国並みの水準となっている。